# Barrett Díaz Pose
Barrett Díaz Pose (Montevideo, 23 de abril de 1944 - Ib., 16 de enero de 2007) fue un médico y sindicalista uruguayo.  

## Biografía
Hijo de un taxista y una escribana, lleva su nombre por el escritor español anarquista Rafael Barrett. 
Miembro de la Juventud Comunista. Entra a la Facultad de Medicina de la Universidad de la República, se destaca como miembro de la Asociación de Estudiantes de Medicina, (AEM) de la que fue Secretario General. En 1968, época de gran agitación social, al que no era ajeno el movimiento estudiantil, es el Secretario General de la Federación de Estudiantes Universitarios del Uruguay (FEUU) cuando el 14 de agosto muere el estudiante de veterinaria Líber Arce seguido en septiembre por los estudiantes Hugo de los Santos y Susana Pintos, baleados por las fuerzas policiales.
Mientras era estudiante de Medicina, junto a Juan Carlos Macedo siguió cursos de Filosofía en la Facultad de Humanidades y Ciencias de la Educación de la Universidad de la República.
En 1972 se gradúa como doctor en medicina. En 1973 integra la Junta Directiva del Sindicato Médico del Uruguay. Después de la intervención de la Universidad en noviembre de 1973 por la dictadura presidida por Juan María Bordaberry, su carrera docente se vio interrumpida. 
En agosto de 1974, junto a Juan Carlos Macedo, Homero Bagnulo y Hugo Dibarboure Icasuriaga funda la Revista Médica del Uruguay.
En 1977 se exilia en Venezuela donde dirige  una unidad cardiológica en un servicio asistencial de PDEVSA. Regresa a Uruguay en 1991.
En la actividad médica internacional fue vicepresidente de la Confederación Médica Latinoaméricana y del Caribe. En la Asociación Médica Mundial ocupó un lugar en el Consejo, en representación de las Asociaciones Médicas de América Latina.
En 1999 ingresó al Comité Ejecutivo del SMU, y presidió dicho cuerpo desde 2001 hasta 2003. A mediados de ese año pasó a desempeñarse como presidente de la Junta Directiva del Centro Asistencial del Sindicato Médico del Uruguay (CASMU), cargo que ocupó hasta su fallecimiento en Montevideo, el 16 de enero de 2007.